# Goh Chok Tong
Goh Chok Tong (f. 20. maj 1941) var Singapores premierminister i 1990-2004.
I 2004 blev han formand for Singapores nationalbank.